# Vířivý buben
Mimo obrázek: Sizzle cymbal • Swish cymbal • Crash/ride cymbal • Kravský zvonec • Wood block • Tamburína • Rototom • Octoban • Temple block • Gong • Triangl

Vířivý buben (anglicky snare drum, jinak nazývaný malý bubínek, virbl, rachťák, šroťák, esák, rytmičák, céčko) je důležitou součástí bicí soupravy. Vyniká naladitelným, rytmickým zvukem opestřeným o součást, nazývanou „strunění“, jež se skládá ze sady tažných pružin a napínacího mechanismu. Strunění dodává virblu charakteristický zvuk a rezonanci, která dopomáhá k prvku zvanému víření neboli virbl.

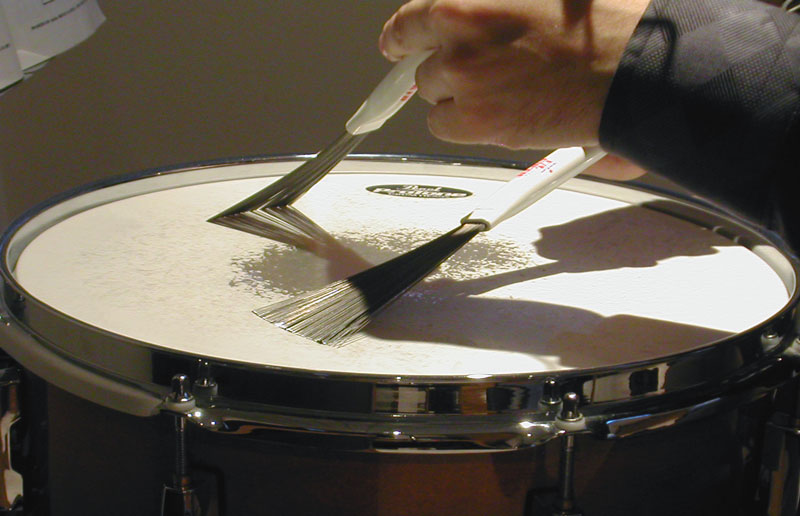
Styl hry